# 巴克萊 (伊利諾伊州)
巴克萊（英語：Barclay）是位於美國伊利諾伊州桑加蒙縣的一個非建制地區。該地的面積和人口皆未知。

## 地理
巴克萊的座標為39°52′29″N 89°31′04″W / 39.87472°N 89.51778°W，而該地的平均海拔高度為174米（即571英尺）。